# Annals of Rome
Annals of Rome è un videogioco strategico a turni sull'antica Roma pubblicato nel 1986-1988 per i computer Amiga, Amstrad CPC, Amstrad PCW, Atari ST, Commodore 64, MS-DOS e ZX Spectrum dalla Personal Software Services. Fa parte della collana Wargamers. La versione MS-DOS uscì anche con testo in italiano e con il titolo di copertina Annali di Roma, all'interno di una collana pensata per il computer IBM compatibile Olivetti Prodest PC 1.
Il gioco consente di gestire lo stato romano dal 237 a.C., quando controllava la penisola italiana, fino alle invasioni barbariche e oltre.
Nel 2019 l'emulazione della versione MS-DOS in inglese è stata pubblicata ufficialmente per PC moderni su Steam.

## Modalità di gioco
Annals of Rome ha come unica componente grafica una mappa dell'area mediterranea, suddivisa in 28 regioni identificate da sigle di due lettere. Si inizia controllando solo la regione dell'Italia, mentre il resto della mappa è dominato da diverse altre potenze controllate dal computer, come galli e cartaginesi, anch'esse identificate da due lettere. Il possesso di una regione è indicato dal suo colore o retinatura; sopra appare anche il codice di due lettere del possessore, oppure un numero che rappresenta le forze militari se queste sono abbastanza consistenti.
Tutto il controllo avviene con menù di testo e comandi da tastiera; il mouse non è supportato nemmeno sui computer più potenti, non ci sono animazioni e il sonoro è minimale o assente.
La sequenza delle informazioni mostrate a video è controllata dal computer, senza che il giocatore possa scegliere cosa visualizzare.
Il gioco è organizzato in turni, e uno dei suoi aspetti più innovativi era la durata variabile di ciascun turno. Un turno può corrispondere infatti a 1-25 anni di tempo storico, a seconda della stabilità del periodo, con una media di circa 8 turni per secolo. Ogni turno è costituito da una sequenza fissa di fasi e la durata influisce sugli effetti di ciò che si compie in ciascuna fase, ad esempio si reclutano più truppe nei turni più lunghi.
Il turno inizia con una fase economica dove si accumula ricchezza in denaro dalle regioni controllate; il giocatore può scegliere il coefficiente globale di tasse, che può avere effetti negativi su popolarità del governo, inflazione e crescita della popolazione.
In questa fase avviene anche il reclutamento di nuove truppe. Ne esistono tre tipi: legionari, la cui forza in combattimento è superiore o uguale a tutte le altre truppe in gioco, ausiliari meno potenti, e limitanei che possono solo difendere, non essendo in grado di spostarsi tra le regioni. Ogni regione produce un solo tipo di truppe, o alcune non le producono affatto. La quantità è automatica e generalmente proporzionale al numero di abitanti.
Gli avversari hanno solo un tipo di soldati, con forza in combattimento che dipende da qual è il popolo. Non ci sono unità navali; alcune regioni sono direttamente confinanti via mare.
Le fasi successive riguardano le persone al comando. Si dispone di 21 senatori con propri nomi, età, abilità strategica e lealtà. Si possono mettere al comando di truppe o nominarli legato o tribuno. Tutti invecchiano e muoiono, per cause naturali o in battaglia, e vengono sostituiti.
Non di rado i comandanti possono ribellarsi con le loro legioni, e oltre alla lealtà occorre fare attenzione a non metterli al comando di troppe forze per non suscitarne l'ambizione.
Se scoppia una guerra civile le legioni ribelli possono marciare su Roma e un comandante vittorioso può diventare dittatore o più avanti imperatore. Il cambio di governo non è necessariamente un male per il giocatore, che continua a gestire normalmente lo stato, ma le guerre intestine causano indebolimento militare. Per migliorare la lealtà generale si può assegnare denaro all'esercito.
Il turno si conclude con le guerre internazionali. Le potenze sono in lotta tutti contro tutti e agiscono in ordine casuale.
Il risultato delle battaglie è determinato dal computer e non si scende nei dettagli; il giocatore si limita a spostare truppe da una regione all'altra.
Ogni potenza può fare una sola mossa, ma è possibile (con un sistema poco realistico) impadronirsi delle mosse altrui se li si conquista prima che abbiano mosso in questo turno. In ciascuna regione invasa il conflitto potrebbe anche non concludersi subito, se la durata del turno non è sufficiente, e restare in sospeso per il successivo.
Il corso del gioco è caratterizzato anche da eventi predefiniti. In particolare, invasioni di popoli provenienti dall'esterno della mappa possono avvenire in certi periodi storici realistici, da germani e daci fino ad arabi e turchi.
È fattibile conquistare tutta la mappa, ma è difficile conservarla, tra guerre civili, ribellioni di popoli sottomessi e invasioni di barbari; questi diventano sempre più numerosi e forti, e alla fine diventa impossibile respingerli. Un giocatore abile avrà probabilmente un'ascesa e una caduta simile a quella della Roma reale.
In Annals of Rome non esiste la vittoria, né teoricamente una data di fine; un obiettivo può essere cercare di durare il più possibile. Si può riuscire ad andare oltre le date storiche, e anche se cade Roma, c'è la possibilità di continuare con un'altra capitale, similmente a quanto successo realmente con l'Impero bizantino.
A inizio turno c'è la possibilità di salvare la partita, ma ogni salvataggio elimina il precedente.

## Accoglienza
A suo tempo Annals of Rome fu giudicato in modo molto variabile dalla critica, in media abbastanza buono, ma con presentazione carente.
Il gioco venne spesso gradito per la giocabilità e l'interesse. Diverse riviste ne apprezzarono il realismo storico.
Alcuni dei difetti evidenziati furono la limitatezza dal punto di vista grafico, con l'uso di simboli e abbreviazioni poco leggibili, la disposizione confusionaria dei dati sulle schermate, e l'assenza di condizioni di vittoria che poteva essere vista negativamente.
Anche il manuale cartaceo, sebbene corposo, venne più volte criticato in quanto male organizzato e privo di indicazioni pratiche sui tasti da utilizzare.
La versione ZX Spectrum, una delle prime, era realizzata in BASIC e venne spesso fatto notare che era piuttosto lenta, specialmente nell'attesa delle mosse avversarie.
La successiva versione Commodore 64 risolse il problema della velocità e corresse alcuni bachi, ma nonostante le maggiori capacità del computer non migliorò l'aspetto grafico. Rispetto allo Spectrum, inoltre, su C64 e MS-DOS mancano alcune videate: la scomposizione della popolazione delle regioni e le spiegazioni sul reclutamento.
Anche la versione per il più potente Amiga appariva carente di miglioramenti rispetto a C64 e DOS, non sfruttandone le capacità grafiche né il mouse.
Tra i maggiori apprezzamenti complessivi, quelli di Crash (voto 85% alla versione Spectrum), ACE (850/1000 vari) e Computer and Video Games, che definì la versione Commodore 64 probabilmente il miglior gioco di strategia in vendita al momento.
Al contrario alcuni giudizi decisamente negativi vennero da Génération 4 (15% Amiga) e da Your Sinclair (4/10 Spectrum).